# Romániai falurombolás

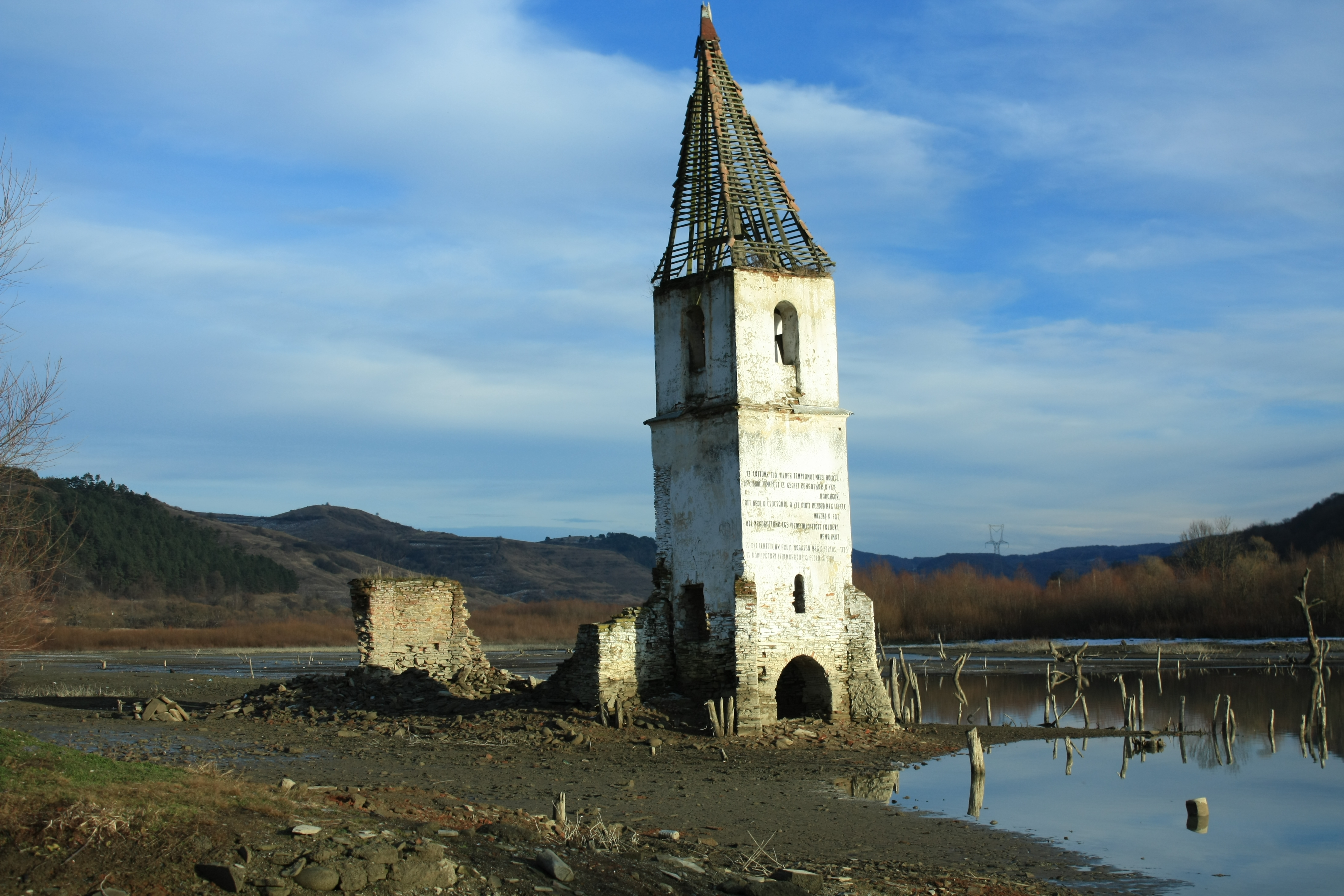
Az erdélyi falurombolás jelképe: a bözödújfalusi katolikus templom romjai 2014-ben (mára elpusztult)

A köznyelvben romániai falurombolás, hivatalosan falurendezési terv vagy szisztematizálás néven ismert terv (románul planul de sistematizare a satelor) egy 1988–1989-ben zajló település- és népességrendezési program volt az akkori Román Szocialista Köztársaságban. A program hivatalos kezdetének 1988. április 29. tekinthető, amikor Nicolae Ceaușescu pártfőtitkár bejelentette a „településszisztematizálási terv”-et, s az 1989 decemberében kitörő forradalom és a kommunista diktatúra bukása vetett neki véget. Bár a program célja hivatalosan a településrendezés volt, a magyar és a német nemzetiség visszaszorítása és általában a hagyományos társadalmi viszonyok felszámolása is egyértelmű politikai szándék volt. Ugyan a program csak kis részben valósult meg, de tovább rontotta a román nép és a kisebbségek helyzetét a sztálinista diktatúrában, és jelentősen megnőtt a Magyarországra menekülők (főleg magyarok) száma. A falurombolás miatt Magyarországon 1988-ban spontán tömegtüntetést tartottak, és a magyar kormány is tett néhány tétova és eredménytelen lépést. A program a különutassága révén sokáig jó nyugati kapcsolatokat ápoló Ceaușescu-rezsim végleges külpolitikai elszigetelődéséhez is hozzájárult.

## Előzmények
1965-ben, a Román Kommunista Párt (RKP) IX. kongresszusán az ország modernizálásáról és a közigazgatás átalakításáról határoztak. Az 1950-ben szovjet nyomásra bevezetett tartományi rendszer helyébe 1968-tól ismét a megyerendszer lépett. A megyéket kisebb méretüknél fogva alkalmasabbnak tartották az erőltetett iparosítás keresztülvitelére, de még fontosabb, hogy alkalmat adott a kádercserére, így Ceaușescu a hozzá lojális párttagok pozícióba emelésével stabilizálta támogatottságát. Ügyes taktikázással Ceaușescunak sikerült a Szovjetuniótól növelni a távolságát, míg a nyugattal erősödtek az – elsősorban gazdasági – kapcsolatok. Mindez hatalmának kül- és belföldi konszolidációját eredményezte. Egy Ceaușescu vezette román kormányküldöttség 1971 nyarán látogatókörutat tett a Kelet-Ázsiai szocialista országokban (Mongólia, Kína, Észak-Korea, Észak-Vietnám): Ceaușescura különösen nagy hatással volt az észak-koreai berendezkedés és annak hivatalos ideológiája, a dzsucse tömegmobilizáló ereje, valamint a kínai kulturális forradalom. Ugyancsak inspirálta a Mao Ce-tung kínai és Kim Ir Szen észak-koreai pártfőtitkár körül kialakult személyi kultusz. Visszatérte után Ceaușescu kiadta a júliusi téziseit, ami az 1971-től kezdődő átfogó ideológiai, településrendezési (helyi kifejezéssel élve: „szisztematizálási”, románul: planul de sistematizare a teritoriului României) és iparosítási program elvi alapját is jelentette. Az addigi enyhébb romániai politikai légkör helyébe a fokozatosan kiépülő, észak-koreai típusú neosztálinista rendszer lépett.

## Tervek
Az 1965-ben még elméletben kitűzött településrendezési tervek kidolgozását 1971-ben kezdték meg, a terveket az 1972. évi országos pártkonferencián vitatták meg és hagyták jóvá. Ennek értelmében a városrendezés során növelni kívánták a népsűrűséget és a beépítési sűrűséget, hogy minél alkalmasabbá tegyék a településeket az adottságaiknak megfelelő ipar fejlesztésére. A falurendezés keretében az addigi 13 149-ból fejlődőképesnek ítélt 1220 falut szintén sűrűbb beépítettségű agrárközpontokká kívánták fejleszteni, első lépésben (1971–1975 között) 340 ilyen központot alakítottak volna ki. A nagyobb népsűrűségű központok kialakítása a szolgáltatások, közművek kiépítésének költségét csökkentette volna, míg a fejlődésképtelennek ítélt falvak felszámolásával (ez volt a tulajdonképpeni falurombolás) a termőföldek területének mintegy 3%-os növekedését várták. Mindez közvetlenül az iparosítást, közvetve – a hagyományos társadalmi szövet és a létező mikroközösségek felbontásával – a homogén „szocialista román nemzet” kialakítását szándékozott szolgálni.
A tényleges végrehajtás jogi alapját az 1974. évi LVIII. és LIX. törvény adta. A „szisztematizálást” a városok rendezésével kezdték. A tervek alapján a korábbi történelmi városközpontok helyébe politikai-adminisztratív központok épültek egységes terv szerint egy felvonulások céljára kialakított központi tér köré. A végrehajtást meggyorsította az 1977-es földrengés: az elpusztult településközpontokat már a szisztematizálási tervek szerint építették újjá. Ekkor esett Bukarest történelmi központja is a modernizálás és a megalomán építkezés áldozatává. A városiasítás eredményeként 1989-re 51 község vált várossá, legalábbis papíron, mivel az utak, közművek kiépítése sokszor nem tartott lépést az erőltetett városiasítással.

## A falurombolás végrehajtása
Az 1984-ben megtartott XII. pártkongresszus elhatározta, hogy 1990-re a városi lakosság aránya el kell érje az 57%-ot. 1986-ban a Központi Bizottság szervezési osztálya jelentésében arról írt, hogy a 13 123 faluból 3931 települést felszámolnak, de a megmaradó falvakban is drasztikusan csökkentették a beépíthető területet és elrendelték az azon kívül esők áttelepítését. Mindez több mint 1,8 millió családi gazdaságot és 270 000 városi családi házat érintett volna. A falvak felszámolását 1985-ben kezdték meg Giurgiu megye (Coteni, Podu Ilfovățului) és Ilfov megye (Buda, Dimieni, Vlădiceasca, Ordoreanu) területén.
Ezután a községek (románul comună) átszervezésével számukat 2705-ről 2387-re, 12%-kal csökkentették, ami falvak felszámolását egyelőre még nem, de a szolgáltatások (pl. posta, orvosi rendelő) drasztikus leépülését már maga után vonta. Ez már a helyi értelmiség tiltakozását is kiváltotta, de a Ceaușescu-rezsim tovább folytatta, immár kapkodva a tervek végrehajtását.
Ceaușescu 1988. április 29-én a Román Kommunista Párt központi bizottsága politikai végrehajtó bizottságának ülésén jelentette be, hogy 2000-ig végre akarják hajtani a településszisztematizálási tervet. Ekkor már a romániai falvak mintegy felének felszámolása és 558 „agrár-ipari központ” létrehozása volt a cél. A terv hivatalosan a város és a vidék közötti különbségek felszámolására jött létre, de számos kérdést vetett fel:
- Miért kritizálta a kormányzat a falvak hiányos infrastruktúráját, mikor annak leépüléséért ő maga volt a felelős?
- Miért hiányoztak a vidéken újonnan felépített társasházakból a használatukhoz szükséges gépészeti berendezések, ha egyszer ezek voltak hivatva reprezentálni a javuló életkörülményeket?
- Miért volt annyira fontos a megművelhető terület növelése, ha Románia ekkor Európában a második legnagyobb egy lakosra eső termőterülettel rendelkezett?
- Miért kellett az országot egy hatalmas építkezéssé alakítani, amikor a gazdaság az összeomlás határán állt?

A terv valódi célja a vidéki népesség földjének és minimális megmaradt gazdasági önállóságának elvétele, öntudatának és hagyományainak felszámolása volt. A tervezet különösen rosszul érintette az erdélyi magyar falvakat, melyek többsége az életképesnek mondott alatti lélekszámú volt. A leghíresebb – a víztározó építésének ürügyén – elpusztított falu Maros megyei Bözödújfalu volt, melynek katolikus templomromja 2014-es összeomlásáig az erdélyi falurombolás mementója volt. További részben vagy egészben felszámolt falvak Erdélyben: Gánáspuszta, Halmihegy, Magyarherepe, Szilágyfőkeresztúr.
Végül a külföldi nyomás, de még inkább a romló gazdasági helyzet miatt 1988 végén lelassult a falurombolás üteme, és a buldózerekkel való lerombolás helyett a szolgáltatások elsorvasztásával igyekeztek a falvak elnéptelenedését fokozni. Az elkeseredettség az országban egyre nőtt, az állapotok lassan tarthatatlanná váltak. Mikor a falurombolás ellen tiltakozó Tőkés László református püspököt ki akarták lakoltatni, tiltakozások kezdődtek, ami végül a Ceaușescu-rezsimet és a kommunizmust megdöntő forradalomba torkollott. Ez a falurombolási terveknek is véget vetett.

## Külföldi reakciók

### Magyarország
A magyarországi hivatalos politika  viszonyulása a romániai helyzethez több oknál fogva is komplikált volt. Magyarország hivatalosan baráti szocialista ország és Románia katonai szövetségese volt. Magyarországon – szemben Romániával – jelentős szovjet megszálló haderő volt. Magyarországon a külpolitika alakítása során kényesen ügyeltek a szovjet elvárások figyelembe vételére, míg Románia viszonylag független politikát folytatott, és több politikai lépéssel és bizonyos gazdasági ügyletekkel nyugaton is támogatást szerzett magának (például 1975 óta az USA-ban a most favored nation státuszt, a keleti blokk országai közt sokáig egyedüliként). Bár ez látszólag irritálta a Szovjetuniót, a valóságban a nyugatról Romániába áramló termékekhez, technológiákhoz és hírszerzési anyagokhoz korlátlanul hozzáfértek a szovjetek. Magyarországon a második világháború után gyakorlatilag teljesen fel kellett hagyni a határon túli magyarok érdekeinek támogatásával, mert azt kockáztatta volna, hogy a Horthy-féle revíziós politika folytatását vetik a szemére – ráadásul ilyen politika folytatásában az előretörő urbánus-reformer kommunista politikusok nagy része nem volt motivált – vagy ha igen, akkor is inkább általános emberi jogi mint nemzeti szolidaritási alapon. Habár Magyarországon a Gorbacsovi reformpolitika igen pozitív fogadtatásra talált, a szovjet fél a magyar–román viszonyban a be nem avatkozás elvét követte és a megoldást az érintett felektől várta. Románia pedig a legenyhébb Magyarországról érkező kritikát is antikommunista-revízionista-soviniszta lépésnek és a belügyekbe avatkozásnak minősítette, s ezt az álláspontját a nemzetközi politikában kivívott befolyásának kihasználásával terjesztette is, például olyan kiadványok szétküldésével, mint az 1986-os Horthyist-Fascist Terror in Northwestern Romania vagy az 1987-es The Dangerous Game of Falsifying History, amikkel ha rokonszenvet nem is szereztek, azt elérték, hogy a nyugati országok ne nagyon foglaljanak állást a román–magyar konfliktusban. Ráadásul a szocialista Magyarország kormányának kellemetlen volt egy platformra kerülni a falurombolás ellen tiltakozó nyugati emigráns magyar szervezetekkel, mint amilyen például az Észak-Amerikában aktív Hungarian Human Rights Foundation volt.
1988. június 8-án a Magyar Építőművészek Szövetsége felhívásban tiltakozik a romániai falurombolás ellen. A hónap folyamán tiltakozását fejezi ki SZOT, a KISZ, az MTA, az Országos Béketanács és a magyarországi egyházak képviselői is.

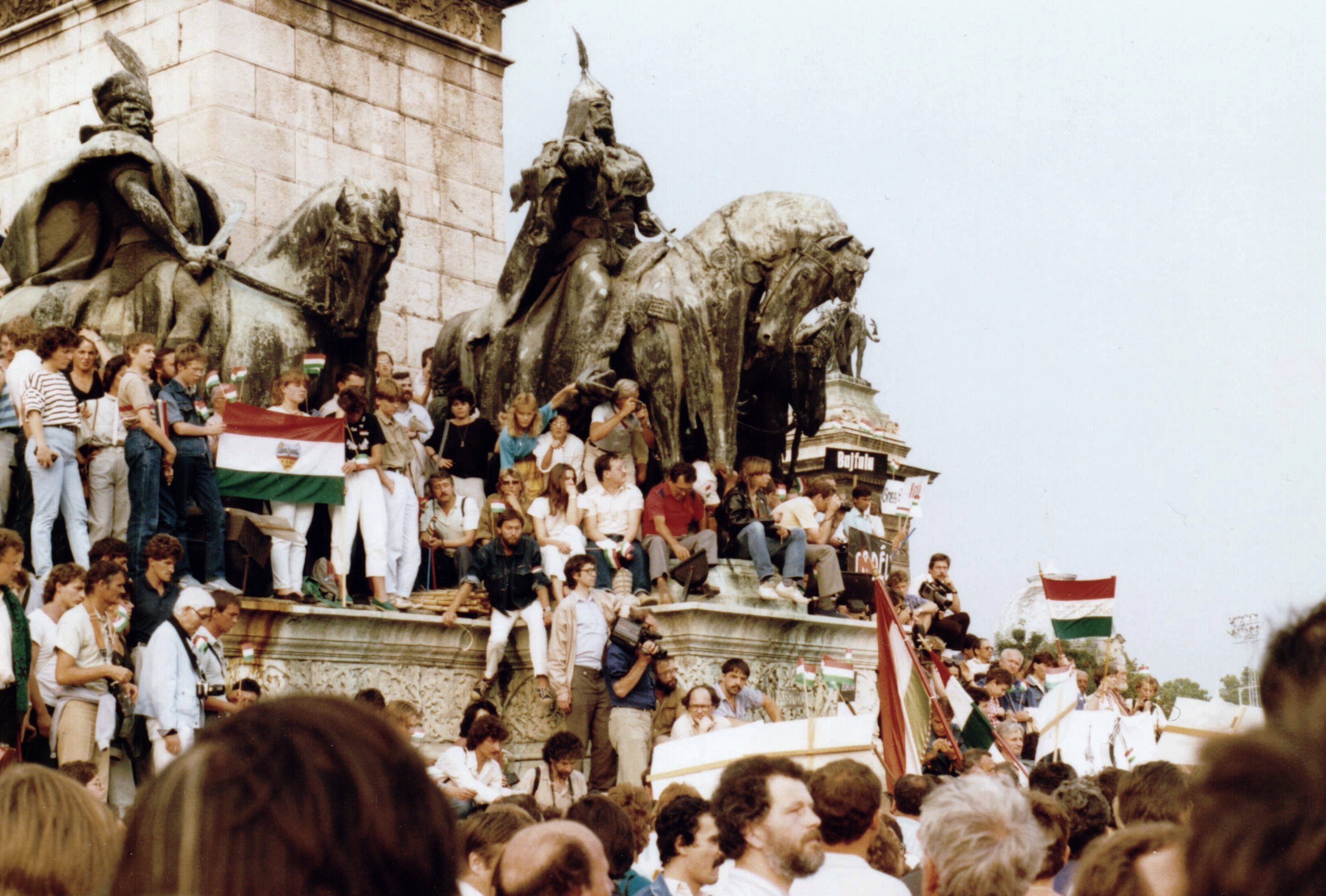
A falurombolás elleni tüntetés 1988. június 27-én a Hősök terén

A Romániából érkező hírek hatására 1988. június 27-én az 1956. óta tartott legnagyobb spontán tömegtüntetésre került sor Budapesten a Hősök terén. A tüntetést a Bajcsy-Zsilinszky Endre Baráti Társaság, a Magyar Demokrata Fórum és az Erdélyt Védő Magyarországi Független Bizottság szervezte, a fő szervező Dragon Pál, Nagy László és Zétényi Zsolt volt, Csurka István beszédét Bubik István olvasta fel. Ezután felolvasták azon nemzetközi egyezmények vonatkozó pontjait, amelyeket Románia a falurombolással megsértett. Ezután a tömeg a román nagykövetséghez vonult hogy átadja petícióját, melyet ott azonban nem vett át senki. A Hősök terére visszavonuló tömegnek Csurka István mondott beszédet. A korábbi spontán megmozdulásokkal szemben a magyar hivatalos politika és a magyar rendőrség is engedékenyebb volt.
Példátlan volt, hogy egyik szocialista ország százezer állampolgára a másik szocialista ország nagykövetsége előtt tüntessen. A tüntetésre válaszul másnap Romániában a Magyar Nemzetiségű Dolgozók Tanácsa (ez a romániai politikai rendszer nyílt propagandaeszköze volt) gyűlésén kijelentette, hogy „elítélik egyes magyar körök sovinizmusát, irredentizmusát, és támogatásukról biztosítsák a Román Kommunista Párt nemzetiségi politikáját és településrendezését”, és támogatták a kolozsvári magyar főkonzulátus bezáratását, amely másnap, június 28-án meg is történt. A román fél továbbá kifejezte, hogy a magyar kormány lépéseitől függően tartja szükségesnek Románia budapesti nagykövetségének fenntartását, vagyis – a szocialista táboron belül példátlan és addig elképzelhetetlen módon – a diplomáciai kapcsolatok megszakításával fenyegetett. A magyar–román-viszony mélypontra került.
Július 1-jén, az Országgyűlés nyári ülésszakának végén állásfoglalásban ítélik el a romániai falurombolást. Felhívták a figyelmet a magyarországi lakosság aggodalmaira, a falvakban lévő kulturális örökség felbecsülhetetlen voltára és egyetemességére, és arra, hogy a falvak felszámolása egyéni tragédiák megsokasodásához és a nemzetiségek beolvadásához vezet. Az állásfoglalás kiemelte, hogy „a nemzetiségeket korlátozó politika sérti az alapvető emberi, nemzeti, nemzetiségi jogokat, ellenkezik a humanizmus szellemével és a szocializmus eszméjével.” Az Országgyűlés kifejezte reményét, hogy Románia felülvizsgálja a terv végrehajtását.
Augusztus 22-én ülősztrájkot tartanak többszáz fő részvételével a budapesti román nagykövetségnél sürgetve a falurombolás leállítását, a párbeszédet és a  Helsinkiben vállalt kötelezettségek betartását.
A hivatalosan katonai szövetséges és baráti szocialista Romániával a magyar kormány rendezni kívánta a viszonyt, Grósz Károly magyar pártfőtitkár többször is megismételte: kész Romániába látogatni. Ceaușescu 1988. augusztus 25-én sürgős találkozót követelt Grósztól, amibe a magyar kormány beleegyezett. A találkozóra 1988. augusztus 28-án Aradon került sor, amelyen Grósz rendkívül erélytelen volt, mindenben elfogadta a román álláspontot, lényegében teljesen megalázták. A találkozó komoly diplomáciai fiaskó lett, Magyarországon nagy csalódást okozott és a romániai helyzet vagy a diplomáciai viszony semminemű javulását nem sikerült elérni. A magyar–román-viszony csak az 1989-es romániai forradalom és Ceaușescu kivégzése után mozdult el a mélypontról.
Közben tovább folytatódtak a különféle szintű magyarországi tiltakozások, a falurombolás a bős–nagymarosi vízlépcső mellett a rendszerváltást közvetlenül megelőző időszak legfontosabb témája volt. Szeptember 2-án szolidaritási nagygyűlés és tüntetés volt Hatvanban. A Magyar Szociológiai Társaság (MSZT) 1988. november 28-i közgyűlése tiltakozást fogalmazott meg a romániai falurombolás ellen. 1989. január 24-én az Erdélyi Szövetség felhívására állampolgárok levélben kérik az ENSZ Emberi Jogok Bizottságát az erdélyi magyarság helyzetének kivizsgálására, tiltakoznak a falurombolás és az etnikai alapú üldözés ellen.
1989. július 6-án magyar küldöttség utazott Bukarestbe a Varsói Szerződés tagállamai Politikai Tanácskozó Testületének bukaresti ülésére. Július 8-án Nyers Rezső és Nicolae Ceaușescu utóbbi kezdeményezésére nem hivatalos véleménycserére ült össze, ahol a két ország viszonyát terhelő problémákat tárgyalták meg. Magyar részről felmerült, hogy a román fél – hagyományosan – semmit nem teljesített az aradi találkozón elfogadottakból, sőt, Magyarország-ellenes propaganda és már katonai jellegű fenyegetőzések érkeztek Romániából. Előrelépés azonban most sem történt, Ceaușescu tagadta a „településrendezés” nemzetiségellenes voltát és a magyarság helyzetének romlását, azonban a helyzetet kivizsgáló pártatlan nemzetközi szakértői delegáció terepszemléjének lehetőségét kizárta. Az egyetlen megállapodás egy magyarországi tanácsi delegáció látogatására tett ígéret.
1989. július 24-én tűzte műsorára a Chrudinák Alajos szerkesztette Panoráma a Tőkés Lászlóval még az év március 20-án készített és kalandos körülmények között kicsempészett riportot. A riportot két francia-kanadai újságíró, Michael Clair és Réjean Roy készítette magyar újságírók segítségével, de a kanadai televíziók nem akarták leadni. Tőkés nyíltan beszélt a Ceaușescu-rezsim alatti elnyomásról és a falurombolásról. Mindez tovább növelte a magyarországi tiltakozást, míg Romániában tovább szigorodtak az intézkedések.

### Nyugat-Európa
Az 1980-as évek közepétől felerősödött a Nyugat érdeklődése a romániai belpolitikai helyzet iránt, a legjelentősebb kezdeményezés az 1988-ban Brüsszelben alapított Operation Villages Roumains (kb. román falvak hadművelet) nevű egyesület volt, amely például testvértelepülési kapcsolatok létrehozásával próbálta akadályozni a falvak felszámolását.

### Észak-Amerika
Románia 1975 óta élvezte a most favored nation kiváltságos kereskedelmi státuszt az Egyesült Államokban, aminek feltétele a Jackson–Vanik-kiegészítés értelmében az engedékeny emigrációs politika, lényegében a zsidók kivándorlásának engedélyezése volt. A státuszt évenként felülvizsgálatra került, és bár egyre több kifogás merült fel az emberi jogok kezelésével kapcsolatban (például már 1985-ben értesülhettek – Robert Gillette, a Los Angeles Times moszkvai tudósítójának cikkéből – a falurombolásról, majd a nemzetiségek sanyarú helyzetéről), és olykor sürgették a státusz megvonását, azt Románia mégis évről-évre ismét megkapta. Washingtonban volt egy igen erős lobby, amely Románia MFN státuszának megtartását támogatta, hiába érkeztek aggasztó hírek az ottani emberi jogi helyzetről és a rezsim valódi viszonyáról a Szovjetunióhoz; emiatt 1985-ben le is mondott David Funderburk, az USA bukaresti nagykövete.
1988. február 1-jén látogatást tett Romániában John C. Whitehead, az Egyesült Államok külügyminiszter-helyettese (Deputy Secretary of State). Whitehead a találkozó után kifejezte, hogy a három órás megbeszélés során meg akarta értetni Ceaușescuval, hogy az Egyesült Államoknak mennyire fontosak az emberi jogok és a személyes szabadság. Erre Ceaușescu lényegében azt felelte, hogy ne avatkozzanak a belügyekbe. Mivel Románia megunta az emberi jogok miatti nyaggatást, és érzékelte, hogy jó eséllyel nem fogják megújítani Románia most favored nation státuszát, Ceaușescu mintegy megelőzésképpen 1988. július 2-i hatállyal „felmondta” a számára amúgy igen kedvező státuszt.

## Következmények
Bár a falurombolást a forradalom végül elsöpörte, a Romániából Magyarországra érkező magyarok (és kisebb számban németek, románok) menekülthulláma fokozódott, amivel a határ román oldalán érvényben lévő tűzparancs miatt az életüket kockáztatták. A menekülthullám 1988–89-ben csúcsosodott, ami a romániai magyarság jelentős csökkenéséhez vezetett, kiknek súlyát és pozícióit már a korábbi városrendezés során a magyarok lakta városokba betelepített románok is eleve jelentősen csökkentették.
A falurombolás jelképezte neonsztálinista Ceaușescu-politika belföldön elvesztette a támogatottságát, és mind Nyugaton, mind a Varsói Szerződésen belül a román kormány külpolitikai elszigetelődéséhez vezetett. Mindez egyenesen vezetett az 1989-es romániai forradalomhoz.